# 비비하눔 모스크

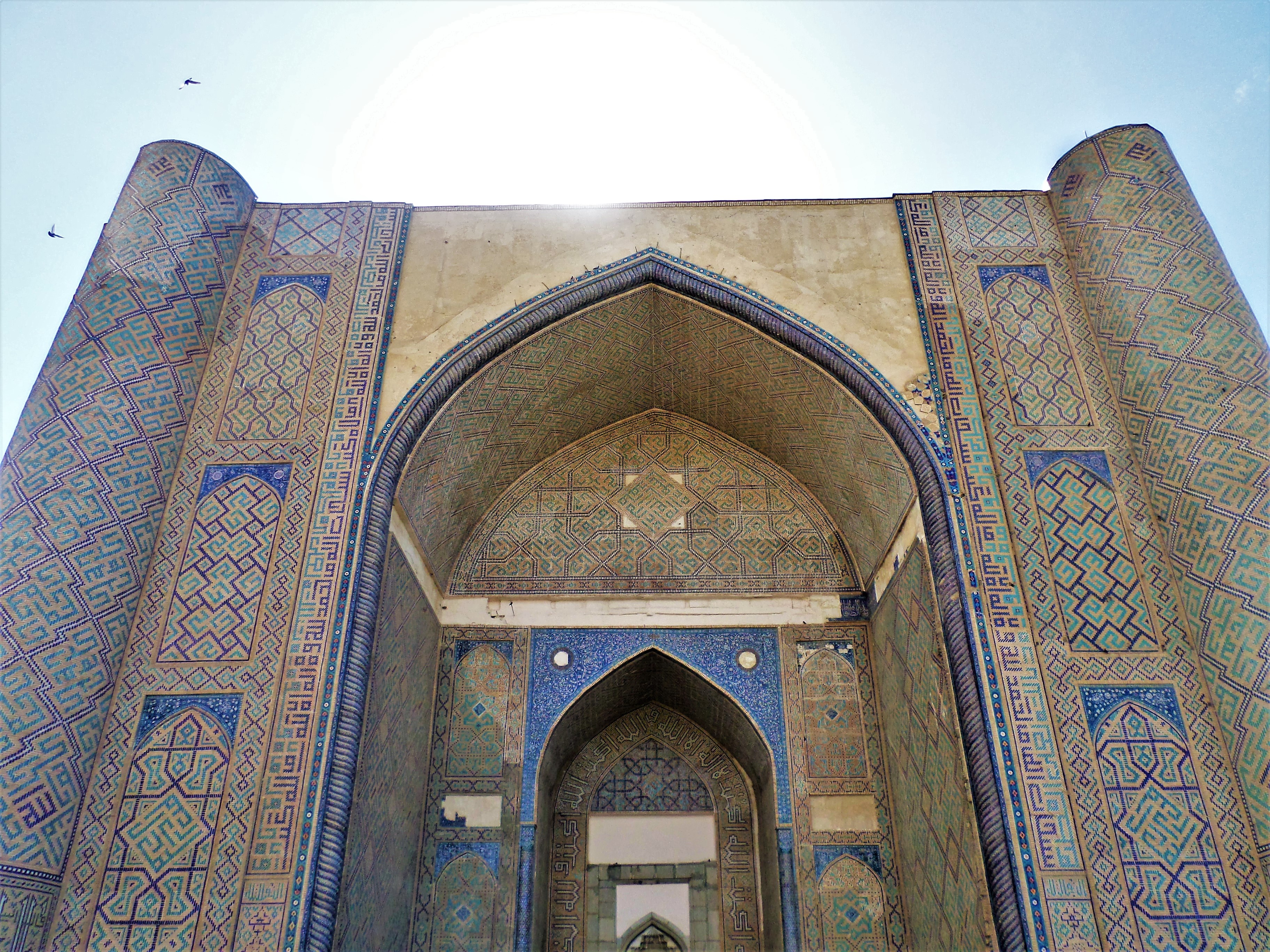
Façade.

비비하눔 모스크(페르시아어: مسجد بی بی خانم; 우즈베크어: Bibi-Xonum machiti)은 14세기 티무르 제국의 통치자였던 아미르 티무르의 아내 이름을 딴 모스크로서 우즈베키스탄의 사마르칸트에 위치해 있다.

## 특성
총 외벽을 살펴보면 167m, 너비로는 109m에 달한다. 주 건물의 둥근 지붕 높이는 40m, 입장로의 높이는 35m이다. 궁정 한가운데에 있는 대리석에는 꾸란이 쓰여져 있다.

## 역사

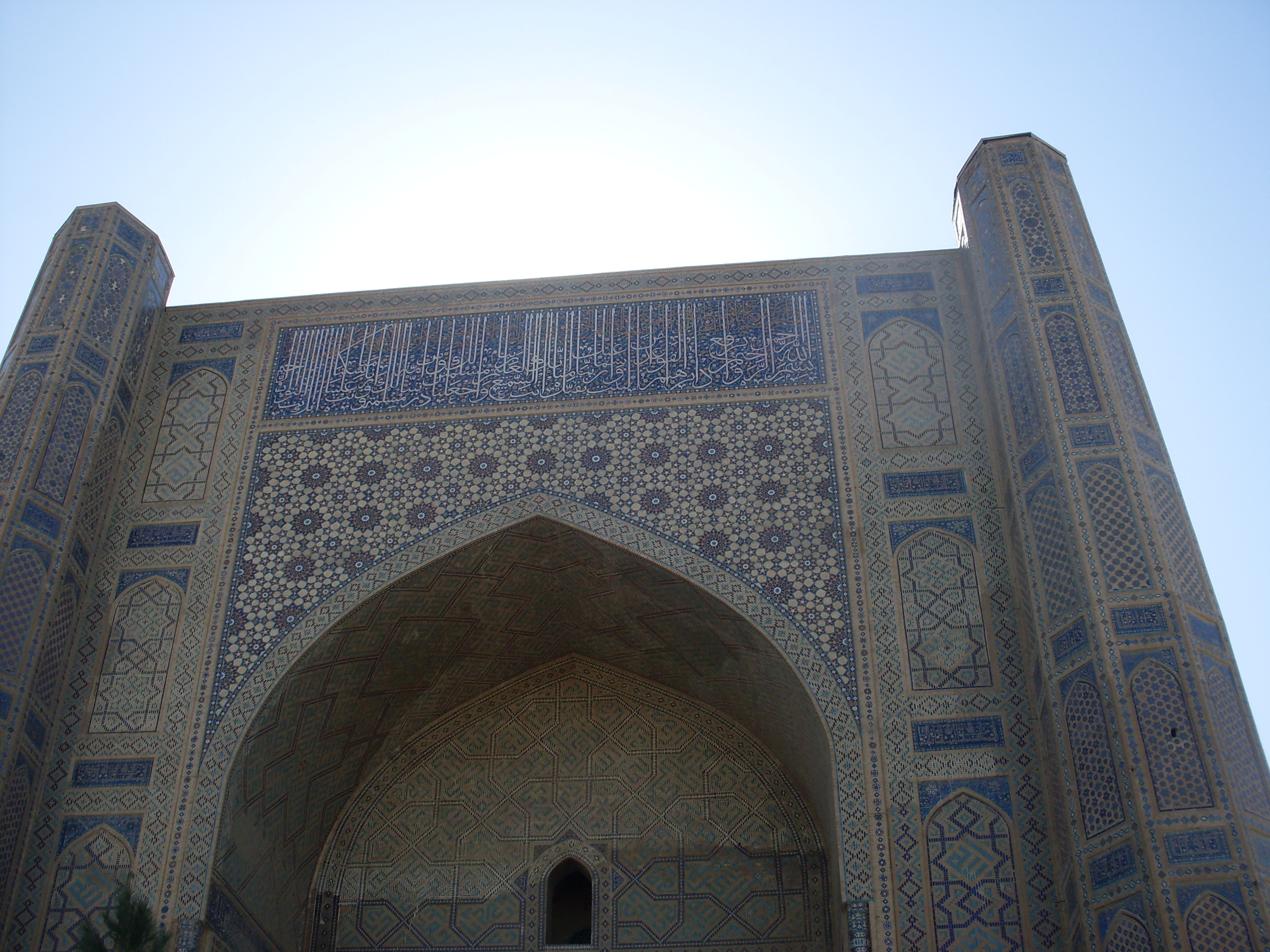
둥근 지붕의 모습

티무르 왕이 1399년 인도 원정을 다녀온 후 새로운 수도였던 사마르칸트에 사원을 세울 것을 즉시 명령한다. 모스크는 인도 원정 동안 수집해 온 호화로운 원석을 사용했다. 90마리의 코끼리를 잡아와서 사역에 이용했다고 전해지는데 1399년~1404년 사이에 완전히 건설된 것으로 추측된다. 그러나 수 세기에 걸쳐 사용되지 않고 가꿔지지 않다 보니 쇠락하게 되며 많은 파편과 사원의 부분부분이 부서졌다. 당시의 건축 기술을 최대한으로 한계에 이를 정도로 이용한데다 너무나 빠른 시간 안에 건축을 강행하다 보니 오랜 시간이 지나 파괴된 건물의 상흔이 더욱 가속화된 것으로 보인다. 1897년에는 지진으로 일부분이 붕괴되어 위기에 처한다.
그러나 1974년 재건축 사업에 돌입한 사원은 우즈베키스탄 정부가 공식 발원한 사원이며 현재 모스크는 사실상 최신식 건물로서 많은 고전적인 부분을 상실했다는 평도 있다. 600년 전부터 상인들의 거대한 상점가 부분이 아랫부분에 위치하고 있기는 하지만 기저부터 상당 부분이 파괴된 정도까지 이른 것은 아니다.

## 같이 보기
- 레기스탄